# Монастырёк (Псковская область)
Монастырёк — деревня в Псковском районе Псковской области. Входит в состав Серёдкинской волости.
Расположена в 29 километрах к северу от Пскова и в 1 км к юго-востоку от деревни Верхолино.
Численность населения деревни по состоянию на 2000 год составляла 6 жителей.
До 1 января 2010 года деревня входила в состав ныне упразднённой Верхолинской волости.
До церковной реформы Екатерины II (1764 г.) здесь находился Княжицкий-Николаевский мужской монастырь, с чем, вероятно, и связано название деревни.

## Топографические карты
- Лист карты O-35-XVII Новоселье. Масштаб: 1 : 200 000. Издание 1980 г.